# Francisco Diaz
Francisco Diaz (født 7. august 1978 i Shawnee, Kansas, USA) er en tidligere amerikansk bokser i supermellemvægtdivisionen. Han største modstander har været Andre Ward, som han tabte til via TKO i 3. omgang efter Ward fangede Diaz med en knusende kombination mod hovedet og kroppen. Han opnåede en rekordliste på 16 sejre og 2 nederlag før han pensionerede sig fra sporten i 2007 med Ward som sin sidste kamp.